# (6333) Helenejacq
(6333) Helenejacq es un asteroide perteneciente al cinturón de asteroides, región del sistema solar que se encuentra entre las órbitas de Marte y Júpiter.
Fue descubierto el 3 de junio de 1992 por Gregory J. Leonard desde el Observatorio Palomar.

## Designación y nombre
Designado provisionalmente como 1992 LG fue nombrado en honor de Helene Jacquelin, madre del descubridor.

## Características orbitales
(6333) Helenejacq está situado a una distancia media del Sol de 2,176 ua, pudiendo alejarse hasta 2,288 ua y acercarse hasta 2,063 ua. Su excentricidad es 0,052 y la inclinación orbital 3,051 grados. Emplea 1172,25 días en completar una órbita alrededor del Sol.

## Características físicas
La magnitud absoluta de (6333) Helenejacq es 14,27. 